# Охрименко, Софья Андреевна
Софья Андреевна Охрименко (род. 24 августа 2004, Усть-Илимск, Иркутская область) — российская волейболистка, центральная блокирующая.

## Биография
Начала заниматься волейболом в 9-летнем возрасте в усть-илимской ДЮСШ «Лесохимик» у тренера В.М.Черных. В 2018 году переехала в Красноярский край, где была принята в Дивногорский колледж-интернат олимпийского резерва к тренеру Е.Г.Бабошиной.
В 2021 году заключила контракт с ВК «Енисей» и с того же года выступала за фарм-команду клуба. В 2022 выиграла «серебро» Кубка Молодёжной лиги. С 2022 играет и за основной состав «Енисея» в суперлиге чемпионата России.   

### Клубная карьера
- 2021—2024 —  «Енисей»-2 (Красноярск) — молодёжная лига;
- с 2022 —  «Енисей» (Красноярск) — суперлига.

## Достижения
- серебряный призёр розыгрыша Кубка Сибири и Дальнего Востока 2024.
- серебряный призёр Кубка Молодёжной лиги 2022.